# Rockville (Indiana)
Rockville és una població dels Estats Units a l'estat d'Indiana. Segons el cens del 2000 tenia 2.765 habitants.

## Demografia
Segons el cens del 2000, Rockville tenia 2.765 habitants, 1.286 habitatges, i 735 famílies. La densitat de població era de 741,4 habitants/km².
Dels 1.286 habitatges en un 24,4% hi vivien nens de menys de 18 anys, en un 43,5% hi vivien parelles casades, en un 10,8% dones solteres, i en un 42,8% no eren unitats familiars. En el 39,4% dels habitatges hi vivien persones soles el 23% de les quals corresponia a persones de 65 anys o més que vivien soles. El nombre mitjà de persones vivint en cada habitatge era de 2,11 i el nombre mitjà de persones que vivien en cada família era de 2,82.
Per edats la població es repartia de la següent manera: un 21,5% tenia menys de 18 anys, un 6,9% entre 18 i 24, un 27% entre 25 i 44, un 20,9% de 45 a 60 i un 23,7% 65 anys o més.
L'edat mediana era de 42 anys. Per cada 100 dones de 18 o més anys hi havia 77 homes.
La renda mediana per habitatge era de 27.813$ i la renda mediana per família de 36.066$. Els homes tenien una renda mediana de 30.909$ mentre que les dones 21.745$. La renda per capita de la població era de 18.431$. Entorn del 14,8% de les famílies i el 15,4% de la població estaven per davall del llindar de pobresa.

## Poblacions més properes
El següent diagrama mostra les poblacions més properes.